# Stade olympique international
 (mars 2025).
Le Stade olympique international (en arabe : الملعب الأولمبي الدولي), également connu sous le nom de Stade municipal Rashid Karami (en arabe : ملعب رشيد كرامي البلدي), est le plus grand stade de Tripoli au Liban avec 22 400 places en configuration football.
Il s'y déroule des rencontres de football et de rugby à XIII. Le stade possède également des installations pour l'athlétisme.